# Ophiophrixus confinis
Ophiophrixus confinis är en ormstjärneart som beskrevs av Jean Baptiste François René Koehler 1922. Ophiophrixus confinis ingår i släktet Ophiophrixus och familjen skinnormstjärnor. Inga underarter finns listade i Catalogue of Life.